# Episodi di Abby's
La prima e unica stagione della sitcom Abby's, composta da dieci episodi, è andata in onda sulla rete televisiva statunitense NBC dal 28 marzo al 13 giugno 2019. In Italia è stata interamente trasmessa su Italia 2 il 15 agosto 2020.
| nº | Titolo originale | Titolo italiano               | Prima TV USA   | Prima TV Italia |
| -- | ---------------- | ----------------------------- | -------------- | --------------- |
| 1  | Pilot            | Il giardino dello shottino!   | 28 marzo 2019  | 15 agosto 2020  |
| 2  | Rule Change      | La regola dei sandali         | 4 aprile 2019  | 15 agosto 2020  |
| 3  | Free Alcohol Day | La giornata dell'alcol gratis | 11 aprile 2019 | 15 agosto 2020  |
| 4  | Book Club        | Il club del libro             | 18 aprile 2019 | 15 agosto 2020  |
| 5  | Mail Bin         | Abelarda e Abelardo           | 25 aprile 2019 | 15 agosto 2020  |
| 6  | Liquid Courage   | Coraggio liquido              | 2 maggio 2019  | 15 agosto 2020  |
| 7  | Soda Gun         | Soda Gun                      | 9 maggio 2019  | 15 agosto 2020  |
| 8  | Backup           | Tutta colpa di Bill           | 30 maggio 2019 | 15 agosto 2020  |
| 9  | Rosie's Band     | La band di Rosie              | 30 maggio 2019 | 15 agosto 2020  |
| 10 | The Fish         | Il pesce                      | 13 giugno 2019 | 15 agosto 2020  |

## Il giardino dello shottino!
- Titolo originale: Pilot
- Diretto da: Pamela Fryman
- Scritto da: Josh Malmuth

### Trama
Abby, un ex marine che gestisce un bar senza licenza nel suo cortile, scopre che la sua vecchia padrona di casa è morta. Il nuovo proprietario è il nipote Bill, che decide di chiudere il bar per evitare problemi con la legge. Fred, Beth, James e Rosie, clienti abituali del bar, cercano di accogliere Bill nel gruppo per dissuaderlo. Bill acconsente a lasciare il bar aperto a patto che Abby ottenga un'assicurazione, migliori la sicurezza e richieda la licenza per gli alcolici. In un primo momento Abby rifiuta di apportare cambiamenti e minaccia di chiudere, ma alla fine accetta alcuni dei suggerimenti.
- Altri interpreti: Jack Wallace (Skip), Christopher Chen (Michael), Paull Walia (David), Serena Laney (Stella), Ray Reynaga (Alex)
- Ascolti USA: telespettatori 2 600 000 – rating/share 18-49 anni 0,5/3[6]

## La regola dei sandali
- Titolo originale: Rule Change
- Diretto da: Pamela Fryman
- Scritto da: Niki Schwartz-Wright

### Trama
Quando James si lamenta di una regola del bar che vieta agli uomini di indossare sandali, Bill propone ad Abby di cambiarla. Viene organizzata una votazione in cui entrambi cercano di persuadere i clienti abituali a sostenere la propria posizione. La votazione si conclude in parità e per determinare il vincitore si tiene una partita di bocce. Abby teme che Bill voglia apportare troppi cambiamenti, ma Fred le suggerisce di prestare maggiore attenzione alle richieste dei clienti e le ricorda che Bill vuole solo essere parte del gruppo. Abby vince la partita, ma va incontro a James, consentendogli di indossare sandali in alcune occasioni.
- Altri interpreti: Patrick Gorman (Skip), Bob Glouberman (Dale), Warren Burke (Fireworks Jerry)
- Ascolti USA: telespettatori 2 060 000 – rating/share 18-49 anni 0,5/3[7]

## La giornata dell'alcol gratis
- Titolo originale: Free Alcohol Day
- Diretto da: Pamela Fryman
- Scritto da: Brig Muñoz-Liebowitz

### Trama
Il bar accoglie Dani, un'amica di Abby rappresentante di prodotti alcolici. Beth cerca di organizzare un incontro tra Dani e Abby, ma scopre che le due avevano già avuto una relazione di cui non era a conoscenza. In risposta, Abby lancia una sfida, invitando chi voglia conoscere dettagli della sua vita privata a bere il nuovo prodotto di Dani, un gin rivelatosi terribile. Le risposte di Abby sono evasive e causano una lite tra lei e Beth, che teme di essere considerata solo una cliente, ma Abby le rivela che l'idea del bar è nata proprio grazie a una loro bevuta insieme in cortile. La mattina seguente Abby mette il vino preferito di Beth alla spina e Bill si scusa con Abby per aver fatto un commento imbarazzante sulla sua bisessualità.
- Guest star: Cyrina Fiallo (Dani)
- Ascolti USA: telespettatori 1 640 000 – rating/share 18-49 anni 0,4/2[8]

## Il club del libro
- Titolo originale: Book Club
- Diretto da: Phill Lewis
- Scritto da: Shaun Diston

### Trama
Il gruppo cerca di convincere Fred a uscire con Emily, una cliente del bar conosciuta al club del libro di Beth. Fred, divorziato da quindici anni, è riluttante a iniziare una nuova relazione, ma alla fine decide di organizzare una grigliata al bar con lei. I due sono così in sintonia da decidere di andare subito a vivere insieme. Quando Fred inizia anche a cambiare personalità, Abby ammette di aver sbagliato a forzare le cose, ma lui rivela che la loro relazione era solo una messinscena per indurla ad ammetterlo. Abby e Beth usano la psicologia inversa per convincere Fred a rimettersi in contatto con Emily.
- Guest star: Tracie Thoms (Emily)
- Altri interpreti: Patrick Gorman (Skip), Christina Leone (Erica), Jennifer Say Gan (Cassandra)
- Ascolti USA: telespettatori 1 530 000 – rating/share 18-49 anni 0,4/2[9]

## Abelarda e Abelardo
- Titolo originale: Mail Bin
- Diretto da: Beth McCarthy-Miller
- Scritto da: Taylor Cox & Jacquie Walters

### Trama
Mentre smista la posta, Bill trova una lettera del padre di Abby, Abelardo, che contiene un assegno di 287,50 dollari. Abby ha una relazione difficile col padre e non vuole accettare il denaro, ma alla fine decide di spenderlo per fare un acquisto stupido. Ogni membro del gruppo propone la propria idea per l'acquisto, che viene scelta casualmente da un cliente del bar facendo girare una ruota. L'idea vincente è quella di James: una macchina in grado di preparare sia popcorn sia hotdog. Fred trova un'altra lettera di Abelardo, in cui rivela che col denaro intendeva rimediare ai compleanni della figlia persi. Quando va a incassare l'assegno, però, Abby scopre che è scoperto e brucia il resto della posta. In segno di solidarietà, il gruppo decide di fare una colletta e acquista comunque il macchinario.
- Guest star: Will Greenberg (Dan)
- Altri interpreti: Patrick Gorman (Skip)
- Ascolti USA: telespettatori 1 470 000 – rating/share 18-49 anni 0,3/2[10]

## Coraggio liquido
- Titolo originale: Liquid Courage
- Diretto da: Pamela Fryman
- Scritto da: Russ Finkelstein & Marc Muszynski

### Trama
A James viene offerto un lavoro meglio retribuito, ma teme che accettarlo comporterebbe troppe responsabilità. Per aiutarlo a decidere, il gruppo fa emergere "Tequila Jimmy", la sua personalità da ubriaco. Richard, vicino di casa Abby, le chiede di chiudere prima il locale per via del rumore eccessivo, minacciando di chiamare la polizia. Abby riesce a farsi concedere qualche settimana di tempo per apportare miglioramenti, ma James, ora pieno di fiducia in sé stesso, butta fuori Richard rischiando di far saltare l'accordo. James riesce a convincerlo sottolineando le conseguenze che la chiusura anticipata avrebbe sul vicinato e in seguito accetta il nuovo lavoro da manager.
- Guest star: Sam Pancake (Richard)
- Altri interpreti: Patrick Gorman (Skip), Warren Burke (Fireworks Jerry), Patrick Rafferty (Terry)
- Ascolti USA: telespettatori 1 490 000 – rating/share 18-49 anni 0,4/2[11]

## Soda Gun
- Titolo originale: Soda Gun
- Diretto da: Pamela Fryman
- Scritto da: Betsy Thomas

### Trama
Bill chiede al suo amico Cory di riparare la pistola erogatrice di soda, ma ciò infastidisce Fred, che si considera il tuttofare del bar. Nel tentativo di risollevargli il morale il gruppo prova a mettere la sua canzone preferita al jukebox, ad accendere alcune luci aggiuntive e a proporgli una partita a domino, ma nulla sembra funzionare. Decidono allora di offrirgli il "gettone", che dà accesso a una settimana di bevande gratuite, ma Fred lo rifiuta. Beth spiega ad Abby che Fred cerca di rendersi utile perché la considera come una figlia, spingendo Abby a confortarlo e a ringraziarlo per essersi sempre preso cura di lei.
- Altri interpreti: Patrick Gorman (Skip), Julien Marlon (Cory), Lynette Dupree (Angie)
- Ascolti USA: telespettatori 1 400 000 – rating/share 18-49 anni 0,4/2[12]

## Tutta colpa di Bill
- Titolo originale: Backup
- Diretto da: Phill Lewis
- Scritto da: Noah Garfinkel

### Trama
Abby affronta alcuni clienti turbolenti e si infastidisce quando Bill si intromette. Nel frattempo, James rompe accidentalmente il boccale preferito di Beth e fa ricadere la colpa su un altro cliente. Bill sostiene di essere più imponente di Abby a causa della sua statura, così Fred propone una gara di apertura di barattoli per determinare il più forte. Bill vince la sfida e Abby, frustrata, solleva il barbecue acceso, ustionandosi le mani. Nonostante l'infortunio, Abby continua a preparare le bevande aiutandosi con la bocca piuttosto che accettare aiuto. Bill si scusa e i due decidono di iniziare ad aiutarsi a vicenda. James confessa di aver rotto il boccale, che viene infine riparato usando colla e la stampante 3D di Bill.
- Guest star: Will Greenberg (Dan)
- Altri interpreti: Sonaz Izadi (Jessica), Andy Shepard (turbolento n. 1), Daniel Dannas (turbolento n. 2), Patrick Rafferty (cliente n. 1), Rasika Mathur (cliente n. 2)
- Ascolti USA: telespettatori 1 550 000 – rating/share 18-49 anni 0,4/2[13]

## La band di Rosie
- Titolo originale: Rosie's Band
- Diretto da: Pamela Fryman
- Scritto da: Josh Malmuth

### Trama
Nelle vicinanze c'è un inseguimento della polizia e James è convinto che il fuggitivo sia un cliente del bar, Clark. Rosie si esibisce al bar con la sua band, ma il gruppo non riesce a rivelarle che la loro musica è atroce e si complimenta con lei. Entusiasta, Rosie decide di continuare a esibirsi ogni settimana, così Abby e Beth cercano di farla ingaggiare da Nemo, proprietaria di un bar rivale. Rosie ascolta per caso la conversazione e chiede ad Abby di essere sincera con lei, che infine le concede di suonare una volta al mese per migliorare. La polizia fa irruzione nel locale per arrestare Clark, e Bill simula una festa di matrimonio in cortile come copertura per il bar illegale.
- Guest star: Concetta Tomei (Nemo), Rob Huebel (Clark)
- Altri interpreti: Patrick Gorman (Skip), Carmine Caridi (Kip), John Deignan (Teddy), Kevin Grady (Brandon), Andre Boyer (tizio a caso), Buddy Sosthand (poliziotto)
- Ascolti USA: telespettatori 1 460 000 – rating/share 18-49 anni 0,3/2[13]

## Il pesce
- Titolo originale: The Fish
- Diretto da: Betsy Thomas
- Scritto da: Chelsea Devantez

### Trama
Il gruppo scopre che Bill ha lasciato all'ex moglie Sharon l'abbonamento alle partite di baseball dei Padres. Bill spiega che Sharon è esperta nel distruggerlo emotivamente, ma accetta di incontrarla al bar per recuperare i biglietti. Sharon gli rivela inaspettatamente che vuole tornare insieme a lui, così il bar improvvisa una serata luau per evitare che vadano via insieme. Bill si rende conto che Sharon non lo ama davvero e la lascia, preferendo rimanere con i suoi amici. Abby assegna ufficialmente a Bill un posto al bancone in qualità di cliente fisso e rende la serata luau un evento ricorrente.
- Guest star: Mary Holland (Sharon), Will Greenberg (Dan)
- Altri interpreti: Patrick Gorman (Skip), Luis Victor Jimenez (Jim)
- Ascolti USA: telespettatori 1 230 000 – rating/share 18-49 anni 0,3/1[14]